# Segin
Segin eller Epsilon Cassiopeiae (ε Cassiopaiae, förkortat Epsilon Cas, ε Cas), som är stjärnans Bayer-beteckning,  är en ensam stjärna belägen i den östra delen av stjärnbilden Cassiopeja. Den har en skenbar magnitud på 3,37, är synlig för blotta ögat där ljusföroreningar ej förekommer. Baserat på parallaxmätning inom Hipparcosuppdraget på ca 7,9 mas, beräknas den befinna sig på ett avstånd på ca 410 ljusår (ca 126 parsek) från solen.

## Nomenklatur
Epsilon Cassiopeiae har det traditionella namnet Segin, som förmodligen kommer från en felaktig översättning av Seginus, det traditionella namnet för Gamma Bootis, som i sig är av osäkert ursprung. Olika källor rapporterar varierande uttal, med SEG-i de vanligaste men varianterna SAY-gin och seg-EEN framträder också.
År 2016 anordnade International Astronomical Union en arbetsgrupp för stjärnnamn (WGSN) med uppgift att katalogisera och standardisera riktiga namn för enskilda stjärnor. WGSN fastställde namnet Segin för Epsilon Cassiopeiae i september 2017 och det ingår nu i IAU:s Catalog of Star Names. 

## Egenskaper
Epsilon Cassiopeiae är en blå till vit stjärna i huvudserien av spektralklass B3 V. Cote et al. (2003) anger att den visar spektralegenskaper hos en Be-stjärna, även om den inte kategoriseras som sådan. Emissionslinjer i spektret tyder på närvaro av ett omgivande skal av gas som har kastats ut av stjärnan. Stjärnan har en beräknad massa som är ca 9 gånger större än solens massa, och, baserat på att den interferometermätta vinkeldiametern är 0,43 millibågsekunder, en radie som är ca 6 gånger större än solens. Den utsänder från dess fotosfär ca 2 500 gånger mera energi än solen vid en effektiv temperatur av ca 15 200 K. 
Observation under Hipparcos-uppdraget tyder på att Epsilon Cassiopeiae kan ha en svag periodisk variation. Amplituden för denna variation är 0,0025 magnituder med en frekvens av 11,17797 gånger per dygn, eller en cykel på 2,15 timmar. Signal/brus-förhållandet för den uppmätta variationen är 4,978. Hipparcosmätningar av rymdhastighetskomponenterna för stjärnan tyder på att den med 93 procent sannolikhet ingår i Cas-Tau-gruppen av stjärnor med gemensam rörelse genom rymden. Denna grupp kan vara kinematiskt förbunden med Alfa Persei-hopen, vilket betyder att Cas-Tau-gruppen, inklusive Epsilon Cassiopeiae, kan ha separerats från hopen genom tidvatteneffekter.